# Rhinephyllum
Rhinephyllum is een geslacht uit de ijskruidfamilie (Aizoaceae). De soorten uit het geslacht komen voor in Zuid-Afrika.

## Soorten
- Rhinephyllum broomii L.Bolus
- Rhinephyllum comptonii L.Bolus
- Rhinephyllum graniforme (Haw.) L.Bolus
- Rhinephyllum inaequale L.Bolus
- Rhinephyllum luteum (L.Bolus) L.Bolus
- Rhinephyllum muirii N.E.Br.
- Rhinephyllum obliquum L.Bolus
- Rhinephyllum parvifolium L.Bolus
- Rhinephyllum pillansii N.E.Br.
- Rhinephyllum schonlandii L.Bolus
- Rhinephyllum verdoorniae (N.E.Br.) H.E.K.Hartmann

... · 
Antimima · 
Argyroderma · 
Carpobrotus · 
Disphyma · 
Dorotheanthus · 
Gibbaeum · 
Lapidaria · 
Lithops · 
Mesembryanthemum · 
Sceletium · 
Tetragonia · 
...